# Жажда

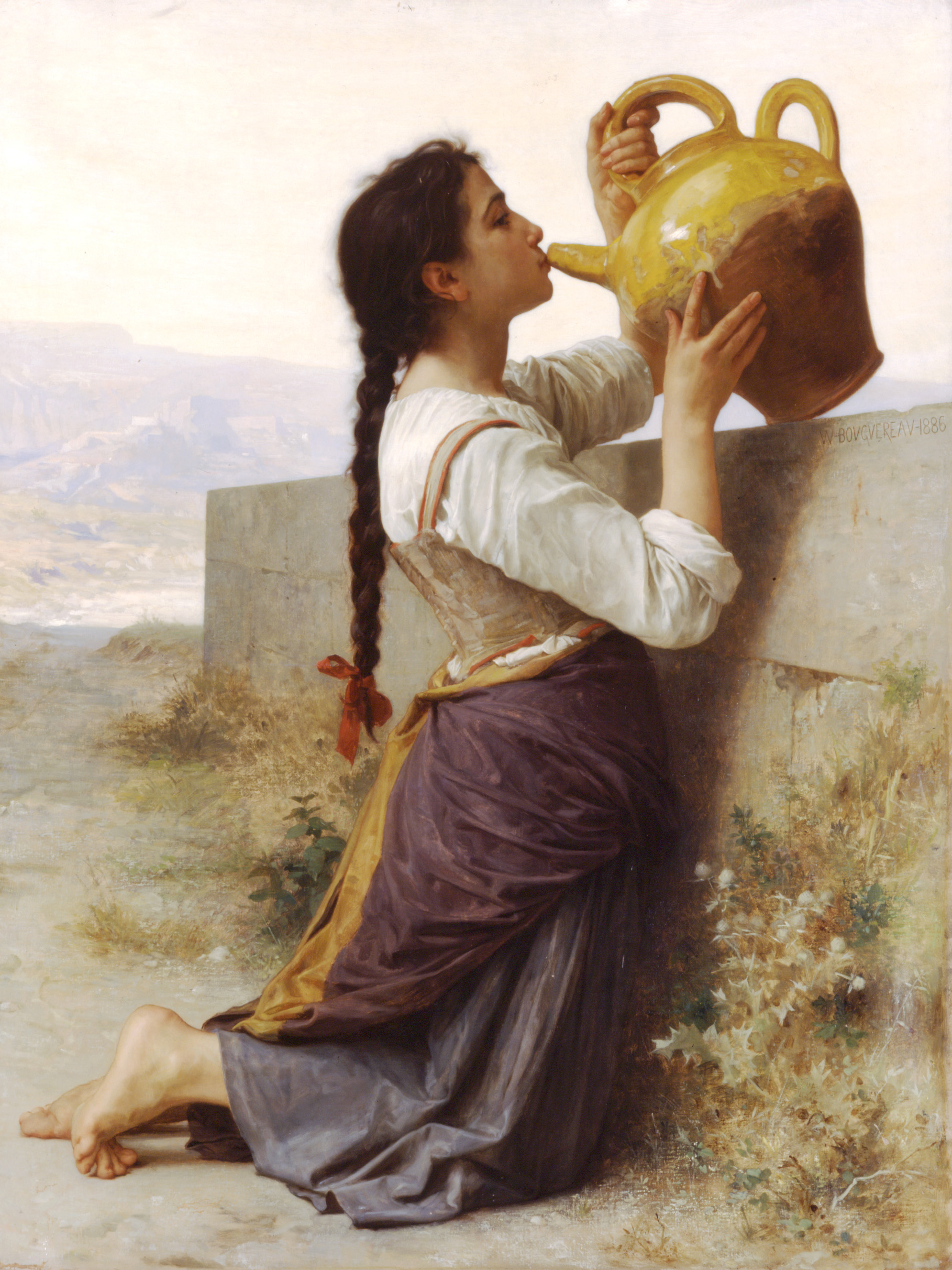
В.-А. Бугро. Жажда (1886)

Монумент «Жажда» на территории Брестской крепости

Жа́жда — физиологическое ощущение, относящееся к разряду общих чувств и служащее сигналом того, что организм нуждается в воде.

## Причины появления
Тело живого существа непрерывно теряет воду через поверхность кожи, лёгкие и почки. Эти потери особенно сильны в сухой жаркой среде, при усиленной мышечной или умственной работе и в возбуждённых состояниях организма. Эти потери воды требуют возмещения. Когда содержание воды в теле падает ниже определённого уровня, то возникает потребность в воде, сознательным выражением которой является жажда. Как голод служит сигналом к принятию пищи, так жажда — к приёму воды. Оба эти ощущения могут быть, согласно Нотнагелю, выделены в особую группу внутренних ощущений, так называемых «пищевых», к которым может быть отнесено также и ощущение одышки, свидетельствующее о потребности организма в кислороде.

## Симптомы
Обеднение тела водой рано или поздно приводит к ощущению жара и сухости в глотке, распространяющемуся на весь рот и губы. Рот, язык, губы становятся сухими. Слизистая оболочка их черствеет, грубеет, может даже трескаться; слюна делается густой, клейкой, движения языка затрудняются и он липнет к нёбу. По мере продолжения жажды, к указанным явлениям присоединяются неприятное чувство стягивания глотки и жара в сфере полости рта и губ, а впоследствии к этим местным явлениям присоединяются учащённые пульс и дыхание, общее  становится сухой, могут начать болеть глаза. Такое состояние, поддерживаемое в течение суток и более, неминуемо приводит к смерти; картина страданий при крайних степенях жажды, по-видимому, мучительнее той, какая наблюдается при крайних степенях одного только голода. Утоление жажды достигается, конечно, различно, смотря по тому, имеет ли ощущение жажды местное происхождение или общее. Местным образом она может возникать вслед за вдыханием сухого горячего воздуха или при соприкосновении нёба, зева, глотки и т. д. с различными гигроскопическими солями, отнимающими от слизистых оболочек названных мест воду. В таком случае для утоления жажды достаточно местного увлажнения полости рта и зева. Когда же жажда обусловлена общим обеднением тела водой, то она устраняется введением больших масс воды в желудок, внутривенно (прямо в кровь), либо в прямую кишку. Дюпюитрену удавалось утолять сильную жажду собак введением воды прямо в вены. Введение через рот воды в желудок утоляет жажду также главным образом потому, что проглоченная вода поступает из пищеварительного канала прямо в кровь, а из неё в ткани. Клод Бернар показал на собаках с желудочной фистулой, у которых проглоченная вода вытекала наружу через желудочный свищ, что одного увлажнения слизистых оболочек глотки и желудка вовсе недостаточно для устранения жажды, а что для этой цели требуется задержка воды в теле. К тому же, в сущности, выводу пришёл и Иваншин: ему не удавалось на себе уничтожить сильного чувства жажды продолжительным проглатыванием мелких кусочков льда, хотя последние должны были и увлажнять, и охлаждать слизистую оболочку как глотки, так и желудка. При этом жажда хотя и переставала быть жаждой, но превращалась в другое крайне неприятное нервное состояние, сопровождавшееся судорожным стягиванием глотки.
Наступающие при высоких степенях жажды лихорадочное повышение температуры и одышка обуславливаются тем, что для компенсации дефицита воды в организме начинается ускоренный метаболизм жиров, конечными продуктами которого являются вода и углекислый газ. Процесс сопровождается выделением энергии и, как следствие, повышением температуры тела. Ослабление водяных потерь во время сильной жажды зависит как от обеднения всего тела водой, так и от большего связывания воды в теле при избытке поваренной соли. Так, Иваншин прямыми опытами с кормлением собак одной только солониной без воды доказал, что возникающая в них при этом жажда сопровождается повышением температуры тела на градус и более, устраняющимся при введении в них воды. Подобно всякому ощущению, жажда должна иметь свой нервный механизм; но в чём он состоит — пока ещё не выяснено окончательно. Из того, что жажда преимущественно локализируется в полости зева, глотки и вообще полости рта, можно было бы думать, что в образовании этого ощущения в качестве центростремительных нервных проводников участвуют ветви тройничного, блуждающего и языкоглоточного нервов и что периферические окончания их в слизистых оболочках путей, наиболее подвергающихся высыханию, возбуждаются первыми при обеднении тела водой и дают таким образом повод к возникновению жажды. Но опыты Лонже и Шиффа показали, что собаки с перерезанными с обеих сторон вышеуказанными нервами ощущали жажду по-прежнему. Подобными опытами отчётливо доказывается, что ни глотку, ни желудок нельзя считать за места специального возникновения жажды, а источником последней служит весь организм при резко наступающем обеднении его водой; а что ощущение жажды прежде всего сказывается на поверхности зева и глотки — объясняется просто тем, что обеднение крови водой прежде всего и сильнее всего отражается на путях, наиболее подверженных высыханию, каковыми являются глотка, зев и вообще вся полость рта. Не подлежит, однако, сомнению, что ощущение местной жажды, то есть в полости глотки, зева и рта, может возникать и тогда, когда об обеднении крови водой не может быть и речи, например после принятия солёной пищи, при известных душевных волнениях и т. д. Объяснить это можно тем, что эти местные влияния вызывают в слизистой оболочке глотки, зева и т. д. временные изменения, подобные тем, какие получаются на ней при общем обеднении крови водой. Но разница между местной и настоящей общей жаждой в том, что первая и без введения воды рано или поздно сама исчезает и что она быстро утоляется увлажнением глотки и зева, тогда как вторая с течением времени только усиливается и может быть унята только увеличением содержания воды в теле путём введения её или в кишечник (через желудок либо в прямую кишку), или в кровь, или под кожу.

## Физиологическое значение
Настоящая жажда есть, следовательно, общий сигнал, даваемый сознанию всеми тканями и органами тела о недостатке в них воды. Доводят ли они это своё состояние до головного мозга по нервным соединительным путям или же через сгущающуюся при этом кровь, действующую в таком виде как возбудитель определённых центров ощущения жажды, об этом трудно сказать что-либо определённое. Физиологи склонны признавать существование специального центра жажды, возбуждаемого преимущественно сгущающейся при обеднении тела водой кровью. О локализации центра жажды в продолговатом мозгу говорит, по-видимому, тот факт, что некоторые ушибы продолговатого мозга влекут за собой сильную жажду без всякого видимого высыхания глотки, без обеднения тела водой, и это усиление жажды, или, как его называют, полидипсия, исключительно обязано центральному возбуждению, вызванному механическим путём (Нотнагель). Когда жажда утоляется, активизируются другие области мозга, причем в гораздо большем количестве, которые сигнализируют о том, что организм уже не нуждается в поступлении воды.

## Полидипсия
Полидипсия наблюдается при различных физиологических и патологических условиях; из условно физиологических условий укажем тут на усиленное потение, на употребление мучнистой солёной пищи, на сильные душевные волнения угнетающего характера, каковы страх, опасение чего-либо, ожидание и т. д. Наклонность волнующихся ораторов во время и в особенности в начале речи к глотанию воды, то есть временная полидипсия ораторов, обусловлена, по-видимому, тем, что неуверенность или боязнь неудачи сильно угнетает, ослабляет слюноотделение, рот вследствие этого делается сухим и появляется ощущение местной жажды. В том же положении находится и юношество во время экзаменов и т. д. Из патологических условий, обусловливающих полидипсию, укажем на лихорадку, поносы, холеру, кровотечения, сахарное мочеизнурение и т. д. В этом последнем случае богатая сахаром кровь сильно отнимает воду у тканей и усиленно выводит её через почки из тела.

## Адипсия
Ослабление жажды или адипсия наблюдается в более редких болезненных случаях, характеризующихся подавленной мозговой деятельностью, там, где чувство жажды не достигает сознания.